# Liechtensteinische Fussballnationalmannschaft (U-17-Juniorinnen)
Die liechtensteinische U-17-Fussballnationalmannschaft der Frauen repräsentiert Liechtenstein im internationalen Frauenfußball. Die Nationalmannschaft untersteht dem Liechtensteiner Fussballverband und wird seit 2022 von Mathias Speiser und seiner Co-Trainerin Sabrina Ehrismann trainiert.

## Geschichte
Die U-16-Mannschaft wurde im Sommer 2014 als erste Frauenmannschaft aus Liechtenstein gegründet und absolvierte am 27. August 2014 unter der Leitung von Cheftrainerin Tanja Herrmann ihre erste Trainingseinheit. Ziel der Gründung war es, erstmals mit einer Frauenfussballmannschaft an einem UEFA-Wettbewerb teilnehmen zu können. Beim UEFA Development Tournament 2015 in Montenegro bestritt die U-16-Auswahl schliesslich ihre ersten internationalen Spiele, wobei die Premiere gegen Montenegro mit 1:5 verloren ging.
Es dauerte rund zwei Jahre, bis Liechtenstein der erste Sieg gelingen sollte. Im ersten Spiel unter der neuen Trainerin Selina Langenegger schlug die Mannschaft Nordmazedonien mit 3:2, ein Jahr später feierten die Liechtensteinerinnen gegen Gibraltar ihren zweiten und zugleich höchsten Sieg (4:2).
Im Gegensatz zu den meisten europäischen Frauen-Nachwuchsmannschaften tritt Liechtenstein noch immer als U-16 auf und nimmt deshalb bislang nicht an der Qualifikation zur U-17-Europameisterschaft teil, sondern in der Vergangenheit lediglich am UEFA Development Tournament und an Freundschaftsspielen. Das bisher einzige Aufeinandertreffen mit einer anderen deutschsprachigen U-16- bzw. U-17-Auswahl verlor das liechtensteinische Team im Februar 2016 gegen Österreich mit 0:4.

## Spielerinnen und Trainer

### Rekordspielerinnen
| Einsätze | Name                 | Spielminuten | Zeitraum  |
| -------- | -------------------- | ------------ | --------- |
| 9        | Julia Benneckenstein | 731          | 2015–2017 |
| 9        | Sophia Hürlimann     | 723          | 2015–2017 |
| 9        | Gloria Marxer        | 483          | 2015–2017 |
| 8        | Céline Schaper       | 720          | 2015–2017 |
| 8        | Elena Patsch         | 611          | 2015–2017 |
| 8        | Sümeyye Özcan        | 586          | 2016–2018 |
| 8        | Larissa Meier        | 396          | 2016–2018 |
| 7        | Katharina Risch      | 611          | 2018–2019 |
| 7        | Felicia Frick        | 592          | 2018–2019 |
| 7        | Sina Kollmann        | 581          | 2018–2019 |
| 7        | Fiona Batliner       | 578          | 2018–2019 |
| 7        | Sophia Blumenthal    | 550          | 2017–2018 |
| 7        | Nina Gassner         | 338          | 2015–2017 |

(Stand: 31. August 2022)

### Rekordtorschützinnen
| Tore | Name              | Einsätze | Zeitraum  |
| ---- | ----------------- | -------- | --------- |
| 4    | Céline Schaper    | 8        | 2015–2017 |
| 4    | Sophia Hürlimann  | 9        | 2015–2017 |
| 2    | Fiona Batliner    | 7        | 2018–2019 |
| 1    | Joelle Altherr    | 3        | 2018      |
| 1    | Christine Thöny   | 6        | 2015–2016 |
| 1    | Naomi Kindle      | 6        | 2016–2017 |
| 1    | Stella Sprenger   | 6        | 2017–2018 |
| 1    | Lena Göppel       | 6        | 2017–2018 |
| 1    | Sophia Blumenthal | 7        | 2017–2018 |
| 1    | Felicia Frick     | 7        | 2018–2019 |

(Stand: 31. August 2022)

### Trainer und Trainerinnen
| Trainer            | Spiele | Bilanz (S/U/N) | Erstes Spiel                    | Letztes Spiel                  |
| ------------------ | ------ | -------------- | ------------------------------- | ------------------------------ |
| Tanja Herrmann     | 6      | 0/0/6          | 2015 (1:5 gegen Montenegro)     | 2016 (1:2 gegen Aserbaidschan) |
| Selina Langenegger | 7      | 2/1/4          | 2017 (3:2 gegen Nordmazedonien) | 2018 (0:4 gegen Luxemburg)     |
| Ladislav Hevessy   | 2      | 0/1/1          | 2019 (1:1 gegen Estland)        | 2019 (1:5 gegen Kosovo)        |
| Pius Fischer       | 1      | 0/0/1          | 2019 (0:1 gegen Lettland)       | 2019 (0:1 gegen Lettland)      |
| Mathias Speiser    | 2      | 0/0/2          | 2022 (0:5 gegen Luxemburg)      | noch im Amt                    |

## Länderspiele
Folgende Pflichtspiele absolvierte die liechtensteinische U-16-Nationalmannschaft seit ihrer Gründung:
| Datum         | Austragungsort | Gegner         | Ergebnis  | Anlass                      | Torschützinnen                                                                    | Anmerkungen                                                                        |
| ------------- | -------------- | -------------- | --------- | --------------------------- | --------------------------------------------------------------------------------- | ---------------------------------------------------------------------------------- |
| 6. Apr. 2015  | Podgorica      | Montenegro     | 1:5 (0:2) | UEFA Development Tournament | Sophia Hürlimann 55′                                                              | Erstes Länderspiel                                                                 |
| 7. Apr. 2015  | Podgorica      | Nordmazedonien | 1:4 (0:4) | UEFA Development Tournament | Sophia Hürlimann 59 (Elfm.)′                                                      |                                                                                    |
| 9. Apr. 2015  | Podgorica      | Luxemburg      | 4:5 (4:0) | UEFA Development Tournament | Christine Thöny 12′, Céline Schaper 24, 26′, Sophia Hürlimann 37 (Elfm.)′         | Niederlage trotz 4:0-Führung                                                       |
| 5. Feb. 2016  | Attard         | Malta          | 1:3 (0:2) | UEFA Development Tournament | Sophia Hürlimann 80′                                                              |                                                                                    |
| 7. Feb. 2016  | Attard         | Österreich     | 0:4 (0:2) | UEFA Development Tournament |                                                                                   | Erstes Spiel ohne eigenes Tor                                                      |
| 9. Feb. 2016  | Pembroke       | Aserbaidschan  | 1:2 (1:0) | UEFA Development Tournament | Céline Schaper 23′                                                                |                                                                                    |
| 26. Apr. 2017 | Skopje         | Nordmazedonien | 3:2 (3:1) | UEFA Development Tournament | Naomi Kindle 25′, Céline Schaper 32′, Lena Göppel 39′                             | Erster Sieg; erstes Spiel unter Selina Langenegger                                 |
| 28. Apr. 2017 | Skopje         | Israel         | 0:3 (0:2) | UEFA Development Tournament |                                                                                   |                                                                                    |
| 30. Apr. 2017 | Skopje         | Rumänien       | 0:2 (0:1) | UEFA Development Tournament |                                                                                   |                                                                                    |
| 29. Jan. 2018 | Attard         | Gibraltar      | 4:2 (2:0) | UEFA Development Tournament | Joelle Altherr 5′, Fiona Batliner 28′, Stella Sprenger 45′, Sophia Blumenthal 47′ | 10. Länderspiel; höchster Sieg                                                     |
| 31. Jan. 2018 | Attard         | Andorra        | 0:0       | UEFA Development Tournament |                                                                                   | Erstes Unentschieden; erstes Spiel ohne Gegentor                                   |
| 2. Feb. 2018  | Attard         | Malta          | 0:6 (0:5) | UEFA Development Tournament |                                                                                   | Höchste Niederlage                                                                 |
| 31. März 2018 | Ruggell        | Luxemburg      | 0:4 (0:2) | Freundschaftsspiel          |                                                                                   | Erstes Heimspiel                                                                   |
| 28. Apr. 2019 | Tallinn        | Estland        | 1:1 (0:1) | UEFA Development Tournament | Fiona Batliner 71′                                                                | Erstes Spiel unter Ladislav Hevessy                                                |
| 30. Apr. 2019 | Tallinn        | Lettland       | 0:1 (0:0) | UEFA Development Tournament |                                                                                   | Interimsweise trainiert von Pius Fischer                                           |
| 2. Mai 2019   | Tallinn        | Estland        | 1:5 (0:1) | UEFA Development Tournament | Felicia Frick 66′                                                                 |                                                                                    |
| 28. Apr. 2022 | Luxemburg      | Luxemburg      | 0:5 (0:3) | Freundschaftsspiel          |                                                                                   | Erstes Spiel unter Mathias Speiser; höchste Niederlage in einem Freundschaftsspiel |
| 1. Mai 2022   | Luxemburg      | Luxemburg      | 1:5 (0:4) | Freundschaftsspiel          | Julia Suhner 78′                                                                  |                                                                                    |

Außerdem absolvierte Liechtenstein folgende inoffizielle Freundschaftsspiele, die in der Statistik nicht berücksichtigt werden:
| Datum         | Austragungsort | Gegner                      | Ergebnis |
| ------------- | -------------- | --------------------------- | -------- |
| 5. Feb. 2022  | Ruggell        | FC Rapperswil-Jona (U-16)   | 2:1      |
| 12. Feb. 2022 | St. Gallen     | FCO St. Gallen-Staad (U-15) | 0:5      |
| 13. März 2022 | Ruggell        | FC Bühler (Juniorinnen)     | 4:1      |